# Shirley Bloomer
Shirley Bloomer, gift Brasher, född 13 juni 1934, Grimsby, England, var en brittisk högerhänt tennisspelare.

## Tenniskarriären
Shirley Bloomer var under andra hälften av 1950-talet en av de bästa brittiska tennisspelarna och rankades som nummer 2 1957. Samma år rankades hon som världstrea.
År 1957 vann hon singeltiteln i Franska mästerskapen genom finalseger över amerikanskan Dorothy Knode (6-1, 6-3). Tidigare på våren det året vann hon singeltiteln i Italienska grusmästerskapen i Rom. Året därpå, 1958, var hon åter i singelfinal i Franska mästerskapen, vilken hon förlorade mot ungerskan Zsuzsi Körmöczy (4-6, 6-1, 2-6). 
År 1957 vann hon förutom singeltiteln också dubbeltiteln i Franska mästerskapen tillsammans med Darlene Hard. År 1958 vann hon mixed dubbeltiteln i samma turnering tillsammans med den italienske spelaren Nicola Pietrangeli.  
Shirley Bloomer deltog 1955-1960 i det brittiska Wightman Cup-laget. Tillsammans med Christine Truman Janes vann hon 1968 Cup-titeln för det brittiska laget för första gången sedan 1930.  

## Spelaren och personen
Shirley Bloomer var känd som en hårt arbetande baslinjespelare. Hennes tennis var disciplinerad utan spektakulära "vinnarslag". 
Hon gifte sig 1959 med friidrottaren och löparen Chris Brasher som deltog i det lopp där britten Roger Bannister 1954 sprang "engelska milen" på under 4 minuter.

## Grand Slam-titlar
- Franska mästerskapen
  - Singel - 1957
  - Dubbel - 1957
  - Mixed dubbel - 1958